# Santa Ana (La Paz)
Pour les articles homonymes, voir Santa Ana.
Santa Ana est une municipalité du Honduras, située dans le département de La Paz. La municipalité est fondée en 1838. Elle comprend 8 villages et 96 hameaux.

## Source de la traduction
- (es) Cet article est partiellement ou en totalité issu de l’article de Wikipédia en espagnol intitulé « Santa Ana, La Paz » (voir la liste des auteurs).